# Kriegsführung im Russisch-Ukrainischen Krieg
Dieser Artikel behandelt die Kriegsführung im seit Februar 2022 andauernden Teil des Russisch-Ukrainischen Kriegs.

## Russische Kriegsführung
Laut Militäranalytikern wie Michael Kofman oder Pawel Luzin erwartete Russland zunächst nur sehr geringen Widerstand der Ukraine, so dass militärische Kräfte teilweise „irrational“, teilweise gar nicht eingesetzt wurden. Wegen durchaus bekannter Probleme war der Generalstab der russischen Streitkräfte gegen den Krieg gewesen; dies habe das Militär auch „mit allen verfügbaren Mitteln“ durch die Medien „geschrien“, so Pawel Luzin. Laut Luzin handelte es sich bei der Invasion um eine Planung der russischen Geheimdienste, während die Armee nur für den Aufbau der benötigten Drohkulisse zuständig sein sollte, um die Ukrainer, welche angeblich „in ihrem Herzen zur Mutter Russland zurückkehren“ wollten, einknicken zu lassen. Man brauche nur einige ukrainische Nationalisten zu beseitigen, dann breche der Widerstand zusammen, sei die Meinung der Geheimdienstleute gewesen. Die erste Phase des Angriffs scheiterte aufgrund dieser falschen Annahmen, so dass nach etwa fünf Tagen die Strategie geändert wurde. In der Neuen Zürcher Zeitung analysierte Georg Häsler (Oberst der Schweizer Armee), dass Russland zu Beginn der Invasion entgegen seiner üblichen Vorgehensweise und Militärdoktrin auf Artillerievorbereitung weitgehend verzichtete und statt der üblichen „Feuerwalze“ auf einzelne, gezielte Schläge gegen militärische Ziele gesetzt hatte. Damit seien laut The Guardian Fehler früherer Militäreinsätze wiederholt worden, und es sei auf ähnliche Art auf das anfängliche Scheitern reagiert worden: Nackte Gewalt durch wahllosen Artilleriebeschuss sollte die Verteidiger nun in die Knie zwingen.
Anfang März erkannte Daniel Gerlach im Vorgehen Russlands dasselbe „sowjetische Modell der Aufstandsbekämpfung“ wieder, das Russland bereits in Syrien dem Diktator Baschar al-Assad empfohlen hatte und dort ab 2015 auch selbst durchführte: „Dazu gehört die gezielte Bombardierung ziviler Infrastruktur, etwa von Spitälern, Wasserwerken oder Bäckereien.“ Damit solle die Unterstützung der kämpfenden Truppen entzogen werden, respektive diese zur Übernahme solcher Aufgaben gezwungen werden. Der Gegner solle erniedrigt werden, indem der Eindruck erweckt werde, er könne als Verteidiger seine Schutzbefohlenen nicht schützen. In Syrien habe Russland sogar versucht, über das Rote Kreuz die genauen Standorte der Spitäler zu erfahren.
In den von ihr eingenommenen Großstädten (Mariupol, Cherson) begann die russische Besatzungsmacht systematisch, ehemalige ukrainische Militärangehörige, Polizisten, Politiker, Journalisten und weitere Bürger mit Hilfe von Listen zu suchen. Nach der Abholung durch russische Soldaten blieben viele der Gesuchten verschwunden oder wurden später tot aufgefunden. In den Schulen in Cherson sollten nach einer einmonatigen Pause im Mai nur noch Lehrer unterrichten dürfen, die sich der Besatzung unterstellten. Zudem sollten sie auf der Krim umgeschult werden, alle anderen müssten das Gebiet verlassen. Laut Gustav Gressel vom European Council on Foreign Relations (ECFR) will Russland die Ukraine auch als kulturelle Identität auslöschen; wo eine Besatzung gelinge, erfolge dies über die Auslöschung der kulturellen, journalistischen und intellektuellen Eliten des Landes, so wie es auch in den seit 2014 besetzten Gebieten geschehen sei.
Russland verzichtete auf Angriffe auf die Pipelines, die russisches Gas durch die Ukraine nach Mitteleuropa transportieren. Es wurde im März vermutet, dass Russland es sich nicht leisten könne, auf die Einnahmen aus dem Gasexport zu verzichten. Auch im September, als die Pipeline Nord Stream mit viel Inszenierung für das westliche Publikum abgestellt wurde, strömte weiter russisches Gas durch die Ukraine. Am 26. September 2022 wurde mit mehreren Sprengungen ein Anschlag auf die Nord-Stream-Pipelines verübt. Dabei wurden beide Stränge von Nord Stream 1 und einer der beiden Stränge von Nord Stream 2 unterbrochen.
Russland besetzte das Kernkraftwerk Tschernobyl, beschoss die Nuklearanlage des Instituts für Physik und Technologie in Charkiw, das Kernkraftwerk Saporischschja und anschließend die Kernkraftwerke in Riwne, Chmelnyzkyj und das Kernkraftwerk Südukraine. Saporischschja war weltweit das erste Kernkraftwerk, das von Panzern beschossen wurde – seit dem Einmarsch im Februar 2022 setzte Russland nukleare Erpressung als Taktik ein.
In den ersten Kriegstagen war gemeldet worden, dass russische Saboteure in ukrainischen Uniformen unterwegs seien.
Teilweise ließen russische Militäreinheiten in von ihnen aufgesuchten bzw. besetzten ukrainischen Gebieten Sprengkörper (bspw. Landminen, in Gebäuden von geflüchteten Zivilisten auch Sprengfallen) zurück. In der Folge entstandene Personenschäden sind dokumentiert. Russland hat das im Jahr 1999 in Kraft getretene Ottawa-Abkommen, das Einsatz, Lagerung, Herstellung und Weitergabe von Antipersonenminen verbietet, nicht unterzeichnet
Russische Streitkräfte bombardier(t)en wiederholt vorsätzlich Ersthelfer und Rettungskräfte (siehe Double Tap (Taktik)).
Um den ukrainischen Munitionsnachschub zu unterbrechen, zerstörten die russischen Streitkräfte mehrmals Munitionslager und griffen Schienen-Nachschubwege an.
Der ukrainischen Regierung zufolge beschlagnahmen die russischen Streitkräfte in den von ihnen besetzten Regionen Saporischschja, Cherson, Donezk und Luhansk das geerntete Getreide. Insgesamt seien mehrere Hunderttausend Tonnen Getreide abtransportiert worden. Bis Juni 2022 verlor die Ukraine nach Auskunft des Landwirtschaftsministeriums neben 25 % der Agrarfläche etwa 25 Millionen der 85 Millionen Tonnen Lagerkapazitäten für Getreide, weil Silos zerstört wurden oder in von Russland besetzten Gebieten lagen. Ein ukrainischer Landmaschinenhändler aus Melitopol gab an, dass sein gesamtes Warensortiment abtransportiert worden sei. Durch GPS-Tracking konnten einige der gestohlenen Maschinen später in Tschetschenien verortet werden. Durch die Zerstörung von Getreidespeichern, Bauernhöfen und Dörfern sowie die Blockade der Seewege gefährdete Russland vorsätzlich die weltweite Ernährungssicherung (die Ukraine ist – Stand 2021 – eines der weltgrößten Weizenexportländer).
In der Ukraine gefangen genommene russische Soldaten berichteten, ihre Vorgesetzten hätten versichert, es handele sich beim Aufmarsch am 24. Februar lediglich um eine Militärübung. Andere hätten nach ihrer Gefangennahme angegeben, geglaubt zu haben, dass sie als Friedenstruppen eingesetzt würden. Ein russischer Soldat veröffentlichte ein Kriegstagebuch und gab gegenüber Medien an, dass seine Einheit über keine Mobiltelefone verfügte, sondern ausschließlich über eine militärische Verbindung von Dienststellen Informationen bekam, die ihn und seine Einheit in den ersten Kriegswochen glauben ließen, Russland befände sich „fast mit der ganzen Welt im Krieg“ und auf russischem Territorium würde ebenfalls gekämpft.
Am 9. und 17. März wurden insgesamt neun Generäle entlassen. Außerdem verkündete das ukrainische Militär am 19. März den Tod des sechsten von schätzungsweise zwanzig in der Ukraine eingesetzten russischen Generälen. Laut Pentagon ist der Tod von Führungskräften ein Schlag für die Kampfmoral der russischen Truppen. Es wurde darauf hingewiesen, dass es russische Militärtradition sei, die Angriffe von der Front aus zu führen; dies könne aber auch ein Anzeichen für politischen Druck sein, Ergebnisse zu erbringen.
Die meisten russischen Einheiten kämpfen in taktischen Bataillonsgruppen (BTGs), mit jeweils 400 bis 900 Mann, die Infanterie, Artillerie, Flugabwehr und Panzer vereinen. Wurden nach einer Schätzung des britischen Verteidigungsministeriums 120 russische (teilweise unvollständige) BTGs eingesetzt, von denen (Stand Mai 2022) mehr als ein Viertel nicht mehr einsetzbar waren, sind nach einer Schätzung des US-amerikanischen Verteidigungsministeriums 93 BTGs eingesetzt worden. Aus diesen Zahlenangaben geht allerdings nicht hervor, ob damit die Gesamtheit aller eingesetzten BTGs oder die Anzahl der gleichzeitig eingesetzten BTGs gemeint ist. Denn es ist gesichert, dass BTGs auch ausgewechselt wurden bzw. dass BTGs lediglich zeitweise eingesetzt wurden.
Im Herbst 2023 unterstrich ein ukrainischer Oberst die Lern- und Anpassungsfähigkeit der russischen Streitkräfte im Frontkampf; sie hätten aus allen Unzulänglichkeiten und Fehlern im ersten Kriegsjahr gelernt.
Im November 2023 äußerte sich der militärische Befehlshaber der ukrainischen Streitkräfte, General Walerij Saluschnyj in einem Gastbeitrag für The Economist, relativ ausführlich zur Kriegsführung und schrieb unter anderem in welchen Teilen der Kriegsführung die russischen Streitkräfte im Vorteil oder ebenbürtig seien (Luft- und Drohnenkrieg, elektronische Kriegsführung, Konterbatteriefeuer).
Sowohl die russischen Streitkräfte als auch die ukrainischen setzen mitunter mit Sprengstoff beladene Ballons (Wetter- und Solarballons) ein, von denen mindestens einer mit einer Spezialbeschichtung weitgehend unsichtbar für Radar gemacht wurde.
Im Juli 2025 berichtete der Bundesnachrichtendienstes und zwei niederländische Geheimdienste, dass die russischen Streitkräfte den chemischen Lungenkampfstoff Chlorpikrin sowie Tränengase häufig einsetzten.

### Versorgungslage, Mängel
Nach Beginn des Krieges offenbarten sich in der Ukraine Plünderungen durch russische Kräfte. Pawel Luzin schrieb dazu, sie operierten dort wie im 16.–17. Jahrhundert: „Wir bewaffnen den Soldaten und schicken ihn los. Wenn er überlebt, wird er sich schon irgendwie ernähren. […]“. Auch die Kleidung ersetzten die Russen oft durch erbeutete; im Gegensatz zu den im Beschaffungswettbewerb anderer Staaten immer weiter entwickelten Uniformen anderer Länder würden die russischen Uniformen in Gefängnissen hergestellt und seien von minderer Qualität.
Ein Problem in den Streitkräften Russlands und in den Kampfverbänden der „Volksrepubliken“ Lugansk und Donezk sind mangelhafte bzw. veraltete oder ganz fehlende Ausrüstung sowohl von Infanterie (keine winterfeste Bekleidung, veraltete Schutzausrüstung, wie zum Beispiel sowjetische SSh-60/SSh-68-Helme aus den 1960er Jahren, oder veraltete Waffen (wie die vereinzelte Bewaffnung mit dem im Jahr 1891 entwickelten Mosin-Nagant)) als auch von mechanisierten Einheiten (veraltete Fahrzeuge, wie sowjetische MT-LB, T-62 und T-54/T-55). Dass veraltete Panzer eingesetzt werden, ist auch auf die hohen Materialverluste in der Ukraine zurückzuführen. Ein russischer Fallschirmjäger berichtete, seine Einheit sei wegen der Korruption in Russland mit Technik ausgestattet gewesen, die bereits im russischen Militäreinsatz in Afghanistan (1979–1989) als veraltet galt. Andere Angehörige der russischen Streitkräfte berichteten, dass sie sich fehlende Ausrüstung von eigenem Geld kaufen mussten. Nicht einmal Schaufeln habe es an der Front gegeben; die in diesen Fällen beschriebenen Mängel an der Ausrüstung waren schon zuvor gemeldet worden; so hätten Soldaten in Löchern gelebt, die sie ohne Schaufeln gegraben hätten.
Der Militärökonom Marcus Matthias Keupp beobachtete Logistikfehler und Korruption nebst nicht funktionierenden Befehlsketten. Im Jahr 2023 beklagte sich ein russischer Soldat über leere, nicht mit Explosivstoffen gefüllte Panzermunition, die seine Einheit erhalten hatte.
Laut Pentagon-Angaben sabotierten russische Soldaten schon zu Beginn des Krieges eigene Ausrüstung, um nicht an der Front eingesetzt zu werden. Wiederum andere begannen sich selbst zu verwunden, um den eigenen Kriegseinsatz zu beenden. Gleichzeitig gab es viele Vertragssoldaten, die ihren Dienst quittieren wollten; da kein Kriegsrecht in Russland gilt, war dies rein juristisch möglich, wurde aber oft von den Vorgesetzten der Soldaten verhindert, teils wurden die unwilligen Soldaten gezwungen, an der Front zu bleiben.
Während des Kriegs wurden sowohl auf russischer als auch auf ukrainischer Seite Fahrzeuge gesichtet, die sonderbar modifiziert waren. So war auf einem MT-LB der russischen Streitkräfte ein RBU-6000-Wasserbombenwerfer montiert. Medien bezeichneten die Improvisationen unter anderem als „Frankenstein-Waffen“ und „Schildkrötenpanzer“.

### Eingesetzte Militärangehörige und Konflikte innerhalb der russischen Streitkräfte
Die russische Armee setzt bevorzugt und überproportional Soldaten aus den nichtrussischen Ethnien der Russischen Föderation ein. Deshalb sind auch die Verluste unter den nichtrussischen Soldaten besonders hoch. Die BBC ließ die Herkunft der 1351 Gefallenen untersuchen, deren Tod die russische Armeeführung am 25. März 2022 eingeräumt hatte. Bei 1083 von ihnen ließ sich die Herkunft ermitteln. Nicht einer von ihnen kam aus Moskau, hingegen 93 aus Dagestan und 52 aus Burjatien (die zusammen weniger als halb so viele Einwohner haben wie Moskau). Die höchste Todesrate findet sich unter den Soldaten aus Nordossetien. Die Todesraten korrelieren noch stärker mit der ethnischen Zugehörigkeit als mit dem Armutsgefälle innerhalb der Russischen Föderation. Die russischen Soldaten werden vergleichsweise „geschont“. Dem entspricht auch die Herkunft der in Butscha eingesetzten Soldaten. Sie stammen zum großen Teil aus den südlichsten und östlichsten Teilen der Militärbezirke Zentral (Generalmajor Rustam Minnekajew) und Ost, aus ländlichen, teils weit abgelegenen Regionen im Süden Russlands und entlang der Transsibirischen Eisenbahn bis in den Fernen Osten. Viele von ihnen kommen aus ärmlichen Landesteilen, beispielsweise Dagestan, teils Tausende Kilometer von der Ukraine entfernt und kaum aus urbanen Zentren wie Sankt Petersburg oder Moskau. Die Wahrscheinlichkeit im Krieg zu sterben war für Moskauer und St Petersburger 30–40 Mal geringer als für Burjaten oder Tuwiner.
Laut dem ukrainischen Geheimdienst war in Butscha bis zum 31. März vor allem die 64. motorisierte Schützenbrigade aus Chabarowsk im Einsatz. Sowohl im Frühjahr als auch im Herbst 2022 wurde berichtet, dass russische Soldaten die Leichen gefallener Kameraden beim Rückzug zurückließen.
Nachdem die Beteiligung von Wehrpflichtigen an den Kriegshandlungen bekannt geworden war, ließ Putin verlautbaren, die dafür verantwortlichen Beamten würden bestraft. Er habe vor dem Einmarsch die Anweisung erteilt, die Beteiligung Wehrpflichtiger auszuschließen. Ausgelöst wurde der Rückruf aller Wehrpflichtigen aus der Ukraine durch bekanntgewordene Gefangennahmen. Vor der Invasion wurden Wehrpflichtige offenbar genötigt, Verträge zu unterschreiben, laut denen sie in ein Kampfgebiet geschickt werden können – was sonst nur für Berufssoldaten gilt. Im Mai 2022 erklärte ein russischer Militärstaatsanwalt, dass etwa 600 Wehrpflichtige in der Ukraine eingesetzt wurden und deswegen zwölf Offiziere bestraft worden sind.
Nach Angaben von russischen Kriegsgefangenen wurden mehrere verletzte russische Soldaten von eigenen Vorgesetzten erschossen. Ein russischer Kommandeur sei von eigenen Soldaten schwer verletzt worden und daran gestorben. Überlebende einer russischen Einheit, die aufgerieben worden war, beschwerten sich, dass ihnen ein Rückzug verweigert wurde und ihnen für den Fall, dass sie sich der Verweigerung widersetzen, mit Erschießung gedroht wurde. Die Überlebenden behaupteten außerdem, dass hinter der Frontlinie Blockadeeinheiten aufgestellt wurden, um einen Rückzug von Frontsoldaten zu unterbinden.
Der Geheimdienst des ukrainischen Verteidigungsministeriums (HUR) meldete, dass es zwischen Einheiten der russischen Streitkräfte zu Schusswechseln mit Beteiligung von mehr als 100 Soldaten kam. Dem HUR zufolge habe es sich dabei zum einen um Verteilungskämpfe um geplünderte Kriegsbeute zwischen Kadyrowzy und burjatischen Soldaten gehandelt. Ein weiterer Grund für die Schusswechsel zwischen den zwei ethnisch verschiedenen Einheiten sei eine empfundene Ungleichbehandlung gewesen. So seien Kadyrowzy im Gegensatz zu burjatischen Soldaten nicht an der Front eingesetzt und außerdem dafür verantwortlich, die Frontsoldaten (notfalls mit Waffengewalt) von einem Rückzug bzw. von einer Frontflucht abzuhalten (Sperreinheiten).
Zugleich hatte die Militärverwaltung der russischen Streitkräfte Schwierigkeiten, neue Zeit- und Berufssoldaten zu gewinnen und bestehende Verträge zu verlängern. Um mehr Kämpfer anwerben zu können, hob das Parlament in einem Schnellverfahren außerdem die Altersbegrenzung für Vertragssoldaten auf das 66. Lebensjahr auf. Da die Rekrutierungsbüros Einstellungsquoten erfüllen müssen, versenden sie Vorladungen an die Reservisten (von denen es etwa zwei Millionen in Russland gibt), ohne dabei deutlich zu machen, dass die Vorladung kein Einberufungsbefehl ist. Außerdem wurden bzw. werden den regulären Soldaten neben ihrem Sold eine Zulage von etwa 160.000 Rubel (etwa 2.200 Euro) im Monat versprochen und den Familien im Todesfall eine Zahlung von zwölf Millionen Rubel (etwa 190.000 Euro). In der Ukraine eingesetzte Soldaten, die sich nicht länger am Krieg beteiligen wollen, werden von ihren Vorgesetzten sowie Beamten des Geheimdienstes FSB unter Druck gesetzt.
Um eine Generalmobilisierung der Bevölkerung zu vermeiden, wurden bis zur Mobilmachung im September in einigen Landesteilen Russlands für den Krieg in der Ukraine sogenannte „Freiwilligen“-Bataillone, die nicht den regulären russischen Truppen angehören sollen, aufgestellt. Die hierfür angeworbenen Kriegsteilnehmer erhielten jedoch laut Beschwerden weniger Sold, Verpflegung, Waffen, Munition, Bekleidung und Zigaretten als zugesagt. Auch andere Versprechungen, wie die Organisation von Beerdigungen für Gefallene oder die Rückführung in die Heimat nach einem Einsatz, seien nicht eingehalten worden. Beschwerden ergingen auch darüber, dass einige Freiwillige über keinerlei militärische Grundkenntnisse verfügten. „Freiwillige“, die in Russland Verträge unterschrieben, seien nur begrenzt tauglich. Es gebe keine medizinische Untersuchung, viele seien über 45 Jahre alt, und nach einem militärischen Crashkurs von einigen Tagen seien die Männer an die Front geschickt worden. Auch gibt es seit Mai 2024 einer weiteren BBC-Recherche zufolge zunehmend Beweise dafür, dass auch Freiwillige aus anderen Staaten, darunter Kuba, aktiv rekrutiert und eingesetzt werden. Sie werden mit für ihre Verhältnisse relativ hohem Sold sowie dem Erhalt der russischen Staatsbürgerschaft gelockt. Erste Hinweise dafür gab es schon im September 2023.
Laut Meduza arbeiten private Sicherheits- und Militärunternehmen (PMCs) aus Russland, darunter die Söldnergruppe Wagner und Redut-Antiterror, eng mit dem russischen Verteidigungsministerium zusammen. Mit Hilfe des FSB und russischer Gefängnisbehörden rekrutierte die Gruppe Wagner ab Ende Juni 2022 verurteilte Straftäter (laut Menschenrechtsorganisationen innerhalb von weniger als drei Monaten zwischen 1000 und 3000 Sträflinge aus mindestens 17 Strafkolonien) mit dem Versprechen eines monatlichen Soldes von 100.000 Rubel sowie einer ebenso hohen Einmalprämie – und für den Fall, dass sie einen sechsmonatigen Einsatz in der Ukraine überleben, eine Amnestie. Im Falle eines Todes an der Front würden Angehörige laut dem Versprechen der Gruppe Wagner eine Entschädigung von fünf Millionen Rubel erhalten. Bei einer Rekrutierung wies der Chef der Gruppe Wagner, Jewgeni Prigoschin, die Gefangenen darauf hin, dass ihre Entscheidung für einen Einsatz endgültig sei, da sie sie nicht mehr rückgängig machen könnten. Wer sich an der Front umentscheide und nicht kämpfen wolle, würde als Deserteur eingestuft und erschossen. Ein ehemaliger Wagner-Söldner, der nach Norwegen flüchtete, nachdem sein Kampfeinsatz ohne sein Zutun verlängert worden war, bestätigte, dass sich innerhalb der Söldnerorganisation Morde zugetragen haben bzw. er diese selbst miterlebt habe. Auch seien mitunter ukrainische Gefangene hingerichtet worden. Damit die Verurteilten als Mitglieder von Wagner in der Ukraine kämpfen können, wurden sie zuvor von Präsident Putin begnadigt. Aus Strafkolonien würden laut einer russischen Menschenrechtsorganisation (Gulagu.net) jedoch nicht nur Kämpfer rekrutiert, sondern auch Bauarbeiter (für Befestigungsanlagen an der Front oder den Wiederaufbau von zerstörten Städten) und Sprengstoffspezialisten. Seit 2014 sind in den Separatistenrepubliken im Donbas russische Befestigungsanlagen entstanden. Im Süden in der Provinz Saporischschja wurden im Jahr 2023 zahlreiche russische Verteidigungsanlagen errichtet, um einen ukrainischen Vorstoß zur Trennung der Landbrücke zwischen Donbas und der Krim zu erschweren. Weitere russische PMCs, die in der Ukraine tätig sind, sind Patriot und E.N.O.T. Corp. Gemäß Stand Mai 2023 planen sowohl Gazprom als auch Ramsan Kadyrow eigene Söldnergruppen.
Starke Verluste verzeichneten die oft zwangsrekrutierten und ohne ausreichende Ausbildung an die Front geschickten Soldaten der „Volksrepubliken“ DNR und LNR, so der russische Militärexperte Pavel Luzin gegenüber Nowaja gaseta. Europa. Bis Mitte Juli 2022 gab es nach unbestätigten Angaben der ukrainischen Armeeführung über 37.000 gefallene russische Soldaten. CIA-Direktor William Burns gab Mitte Juli 2022 die Zahl der russischen Gefallenen mit etwa 15.000 und die Zahl der Verwundeten mit etwa 45.000 an.
Die Altersgrenze für die Einberufung zum Wehrdienst wurde mit Wirkung zum 1. Januar 2024 erhöht. Von diesem Zeitpunkt an sollen Bürger im Alter von 18 bis 30 Jahren für den Militärdienst einberufen werden (statt bis dahin von 18 bis 27 Jahren).
Nachdem Staatspräsident Wladimir Putin Ende 2023 einen Erlass unterzeichnet hatte, der ausländischen Söldnern die russische Staatsbürgerschaft und ein Sold von etwa 2.000 Euro im Monat garantieren soll, nahmen tausende nepalesische und indische Männer teils widerwillig am russischen Kriegseinsatz in der Ukraine teil. Die nepalesische Regierung verhängte daraufhin ein Arbeitsverbot für Nepalesen in Russland und der Ukraine und forderte von Russland, die nepalesischen Söldner aus der Ukraine abzuziehen und sie nach Nepal zu überstellen. Indische Behörden gingen wegen des Verdachts des Menschenhandels gegen Arbeitsvermittler vor, die Inder für den Kriegseinsatz in der Ukraine anwarben.

### „Kanonenfutter“, Erschießung eigener Soldaten und Kämpfe innerhalb der russischen Streitkräfte
Im Frühjahr 2022 hatten ukrainische Einheiten über selbstzerstörerische Eigenheiten der russischen Streitkräfte berichtet; die Russen griffen an „wie 1941“ – geradeaus, ohne zu manövrieren; sie hätten aber „viele Leute“. Besonders offenbarte sich das zahlenmäßige Ungleichgewicht bei dem über Monate andauernden Stellungskrieg in der Schlacht um Bachmut, bei der durch die Söldnerorganisation Wagner (nicht oder schlecht ausgebildete) rekrutierte Strafgefangene und nach der Mobilmachung im September 2022 Eingezogene eingesetzt wurden. Die Angriffe glichen der militärischen Taktik aus den zwei Weltkriegen, ungeschützte Infanterie mit massiver Artillerieunterstützung in die Frontkämpfe zu schicken. Ein ukrainischer Soldat aus den Gebietskämpfen um Bachmut berichtete darüber im Januar 2023: „Sie kommen in Wellen. Die erste Welle der Russen, 10, 15 Mann, läuft auf unsere Stellungen zu. Fast alle von denen werden erschossen. Ab da wissen die russischen Aufklärer, wo wir sind. Drohnen haben die auch. Dann fängt die russische Artillerie an, unsere Gräben zu beschießen. Anschließend kommt die nächste Welle. Und noch eine. Manchmal ein Dutzend in 24 Stunden.“ In den meisten Kämpfen lag das Verhältnis von Toten zu Verletzten bei 1 zu 3 bis 4,5. Schätzungen zufolge lag das Verhältnis für Wagner-Kämpfer jedoch bei 1 zu 2,4. Das Schweizer Magazin Republik zog Vergleiche mit der Roten Armee: „dieselbe alles zerstörende Artillerie- und Panzerwalze, dieselbe diktatorische Kommandostruktur, dieselbe Gleichgültigkeit gegenüber Verlusten, egal ob an Menschen oder Material, dieselbe Grausamkeit, egal ob gegen Zivilisten oder die eigenen Soldaten“. Die eigenen Soldaten seien kaum mehr wert als „ein Sack Fleisch“. Alexander Sytin, ein kremltreuer Politikwissenschaftler, sagte gleichzeitig, der kollektive Westen und die Ukraine „verstehen es absolut nicht, dass es für Russland keine nicht hinnehmbaren Verluste gibt. Es gibt sie einfach nicht! Deswegen kann der Krieg beliebig lange fortgeführt werden.“
Mitglieder einer russischen Fronteinheit erklärten in einer selbstpublizierten Videoansprache, sie seien von Sperreinheiten am Rückzug gehindert worden. Ihre Aussage deckt sich mit denen russischer Kriegsgefangener und des britischen Militärnachrichtendienstes, die berichtet hatten, dass russische Streitkräfte Sperreinheiten hinter der eigenen Front stationierten, die sich zurückziehende Frontsoldaten durch Androhung von Erschießung am Rückzug hindern und mitunter tatsächlich erschießen. Durch eine öffentliche Aussage von Gennadi Semigin, Mitglied des russischen Parlaments, wurde bekannt, dass Kadyrowzy als Sperreinheiten fungieren.
Laut dem ukrainischen Militärgeheimdienst kam es zwischen einer Fronteinheit und den Kadyrowzy zu Schusswechseln mit Beteiligung von mehr als 100 Soldaten.
Kriegsgefangene gaben an, dass russische Offiziere als dienstuntauglich eingestufte verwundete rangniedere Soldaten zurück an die Front befahlen. In einem anderen Fall sei ein russischer Kommandeur bei einer Meuterei von Soldaten schwer verletzt worden und später seinen Verletzungen erlegen. Ein ehemaliger Söldner der Gruppe Wagner, der nach Norwegen flüchtete, nachdem sein Kampfeinsatz ohne sein Zutun verlängert worden war, berichtete, er selbst habe miterlebt, dass innerhalb der Wagner-Söldnerorganisation Morde begangen worden seien.
Während des Sommers wurden einige Proteste von Zwangsmobilisierten aus den Regionen der Proxy-Republiken publik, von denen seit dem Frühling bekannt war, dass sie ohne Ausbildung direkt an die Front gebracht worden waren. Auch die bei der Mobilmachung in Russland im September rekrutierten Männer wurden ohne Ausbildungszeit in die Ukraine gebracht, ohne Ausrüstung und Versorgung. Anfang November 2022 wurden Proteste und Berichte von Angehörigen bekannt, wonach möglicherweise hunderte von kaum ausgebildeten Mobilisierten bei Swatowe in einem Wald zu Tode kamen, in dem kurz zuvor schon eine andere Einheit aufgerieben worden war. Zur selben Zeit erlitt bei Pawliwka (Wolnowacha) eine Elite-Einheit laut einem Protest an den Gouverneur der Region hohe Verluste, nachdem sie einen „wirren“ Angriff ausgeführt hatte. Solches geschehe nur um der Berichte der Vorgesetzten willen, die die Verluste grundsätzlich nie korrekt darstellten. Diese Kommandanten würden selbst die eigenen Soldaten als „Kanonenfutter“ (russisch: ‚Fleisch‘) bezeichnen.
Dem britischen Militärnachrichtendienst zufolge gab der russische Bildungsminister Sergei Krastow im November 2022 bekannt, ab September 2023 militärische Lehrstunden an russischen Schulen einzuführen. Dem Nachrichtendienst zufolge bestand bereits bis zum Jahr 1993, während der Zeit der Sowjetunion, ein militärisches Programm an russischen Schulen. Laut dem britischen Militärgeheimdienst bestand jenes sowjetische Programm aus Unterrichtsstunden zur Handhabung von Kalaschnikows, zur Erste-Hilfe-Leistung und zum Verhalten bei Angriffen/Einsatz von ABC-Waffen. Bereits im Jahr 2014 wurde laut dem Nachrichtendienst ein Versuch in Russland unternommen, das militärische Schulprogramm wieder aufzunehmen.

### Raketenkrieg
Am ersten Tag des Angriffs, dem 24. Februar 2022, feuerte Russland etwa 160 Raketen auf das Nachbarland ab, am Folgetag weitere 90 Raketen. Zu diesem frühen Kriegszeitpunkt war die Ukraine noch kaum in der Lage, ihrerseits Raketen abzuschießen. Eine fast vergleichbare Menge von Raketenangriffen gab es nur noch einmal am letzten Juniwochenende. Im Oktober, nach der erfolgreichen ukrainischen Gegenoffensive in der Ostukraine, änderte Russland seine Kriegsdoktrin und begann mit dem massiven Beschuss ziviler Infrastruktur; dies wurde auch in der eigenen Propaganda als „Vergeltung“ dargestellt, wie sie Präsident Putin mehrmals selbst angekündigt hatte. Auch Angriffe Ende Juni 2022 wurden Vergeltung genannt.
Nach US-Angaben feuerte Russland in den ersten zwei Wochen im Schnitt täglich 60 und im ersten Kriegsmonat rund 1100 Raketen auf ukrainische Ziele ab. Nach Aussagen von US-Regierungsvertretern würden russische Hightech-Waffensysteme wie präzisionsgelenkte Raketen Ausfallquoten von bis zu 60 Prozent aufweisen, inklusive Defekten beim Start oder Explosionen während des Fluges.
Am 9. Mai schoss Russland erstmals mit sowjetischen X-22-Anti-Schiffs-Raketen auf Ziele in der Ukraine, in Odessa wurde damit ein Einkaufszentrum getroffen. Mit dem Angriff auf Krementschuk eineinhalb Monate später wurde die Ungenauigkeit der Waffe durch den Tod von weiteren Zivilisten in einem Einkaufszentrum allgemein bekannt. Auch im Oktober kam die Waffe im Siedlungsgebiet zum Einsatz und traf ein Wohnhaus in Saporischschja.
Viele der gut 4000 Raketen, die Russland bis September 2022 auf die Ukraine abfeuerte, waren Cruise-Missiles des Typs Kalibr, welche von Schiffen und U-Booten im Schwarzen Meer abgeschossen wurden. Bis August hatte Russland geschätzt 60 % seiner gelenkten Raketen verbraucht, Anfang September hatte es laut dem ukrainischen Geheimdienst nur noch 200 Iskander übrig. Im Jahr 2022 hatte Russland zeitweise 45 Prozent des ukrainischen Hochspannungsnetzes durch russische Luftangriffe deaktiviert.
Im Mai 2023 wurde berichtet, russische Einheiten hätten Wege gefunden, die GPS-Signale von Himars-Raketen zu stören.
Im Dezember 2023 wurden erstmals mit Flares ausgestattete Marschflugkörper des Typs Kh-101 gesichtet.
Laut Institute for the Study of War passten die russischen Streitkräfte im Frühjahr 2024 ihre Taktik bei Luftangriffen an; zunächst flögen Angriffsdrohnen verschiedene Ziele an. Wo Drohnen durchkämen, wisse Russland, dass dort die Schwachstellen lägen. Diese Lücken würden Russlands Streitkräfte dann mit Raketen beschießen, bis die ukrainische Flugabwehr aufgrund von Munitionsmangel nicht mehr aktiv sein kann.

### Verbrauch von Munition und Verlust von Fahrzeugen
Ein verbreitetes Problem der Kampfeinheiten der russischen Streitkräfte ist die mangelnde Versorgung mit Treibstoff und Nahrungsmitteln. Neben einer Verschlechterung der Kampfmoral führte dies auch zu einer Abnahme der Kampffähigkeit, da Kampffahrzeuge (neben Treibstoffmangel auch aufgrund unwegsamen Geländes in der Schlammzeit) liegen blieben und aufgegeben wurden bzw. zurückgelassen werden mussten. All dies begründete unter anderem den Misserfolg bei der Offensive auf Kiew. Bis Mai 2022 hatte das russische Militär durch den Krieg 15 bis 20 Prozent seiner Panzer und schweren gepanzerten Kampffahrzeuge verloren. Teilweise wurden die steckengebliebenen und von russischen Soldaten zurückgelassenen Panzerfahrzeuge von ukrainischen Bauern erbeutet bzw. abgeschleppt und dann den ukrainischen Streitkräften übergeben.
Der Munitionsverbrauch, für den zu 90 Prozent Russland verantwortlich zeichnete, war im Juni laut Patrick Sanders derart hoch, dass die kombinierten Munitionsbestände mehrerer NATO-Mitgliedstaaten innerhalb weniger Tage aufgebraucht würden, wenn sie sich mit derselben Intensität am Krieg beteiligten. Der Munitionsverbrauch von Artillerie stieg im Sommer 2022 bei den russischen Streitkräften auf bis zu 80.000 Granaten pro Tag und auf ukrainischer Seite auf 10.000 bis 15.000 pro Tag.
Bei ihrem fluchtartigen Rückzug aus der Oblast Charkiw ließen russische Truppen viele funktionsfähige Handwaffen, Munition und Fahrzeuge (darunter Panzer) zurück, die von ukrainischen Streitkräften erbeutet wurden. Die Munitionsbestände der Ukraine, insbesondere die von Artilleriegeschossen, waren vor der Gegenoffensive im September 2022 beinahe erschöpft, doch wurden ihre Munitionslager durch Unmengen an Munition, die die russischen Streitkräfte beim Vorrücken der ukrainischen Truppen zurückgelassen hatten, wieder aufgefüllt.

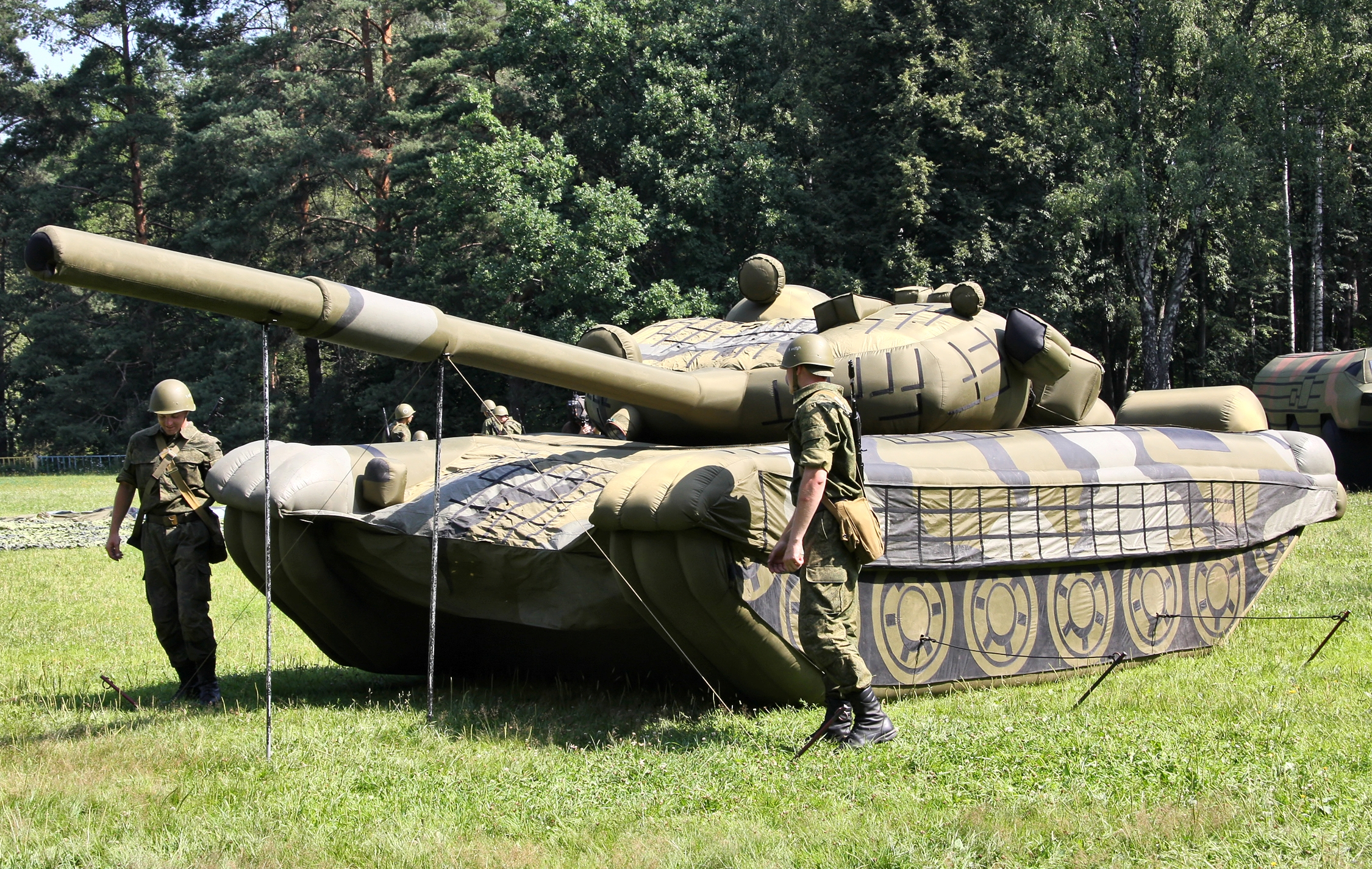
Russische Soldaten nach dem Aufbau einer T-72-Attrappe im Jahr 2011

Sowohl Russland als auch die Ukraine setzen – teilweise mit Wärmesignatur ausgestattete, aufblasbare – Panzerattrappen ein, um die jeweilige Gegenseite zu täuschen. Beide Länder haben mit dem Maxim-Maschinengewehr eine Waffe im Krieg eingesetzt, die schon vor dem Ersten Weltkrieg entwickelt wurde. Auf den Beton eines Militärflugplatzes auf der Krim war im Jahr 2024 ein Kampfflugzeug des Typs Su-30 gemalt worden. Die Täuschung flog auf, weil ein Hubschrauber darauf landete und ein Satellitenbild davon gemacht wurde.
Nach im Dezember 2023 geäußerter Einschätzung des deutschen Generalleutnants Andreas Marlow wurden die meisten russischen Panzer bis dahin nicht durch direkten Beschuss zerstört, sondern durch Drohnen, Loitering Munition und Minen. Durch Bildbeweise nachgewiesen ist, dass die russische Armee bis zum Mai 2024 mehr als 3000 Panzer verlor, eine Verlustrate von durchschnittlich vier Panzern pro Tag.

### Ausländer
Im Jahr 2024 bekamen bis Anfang November 3344 Ausländer den russischen Pass, weil sie im Krieg waren.
Nepalesen und Inder wurden (bis 2024) ohne ihr Wissen für Fronteinheiten rekrutiert. 40 Nepali starben an der Front und 170 konnten auf Druck der Regierung nach Hause. Auch Männer aus afrikanischen Staaten hatten teils Verträge auf Russisch ohne sie zu verstehen unterschrieben. Auch Syrer, Somalier und Kubaner wurden teils übertölpelt sowie verhaftete Flüchtlinge vor die Alternative Abschiebung oder Militärdienst gestellt. Hunderte Jemeniten wurden zu Verträgen genötigt.
2024 stellte der Diktator von Nordkorea Russland rund zehntausend Soldaten seiner Armee zur Verfügung.
Im Januar 2025 wurde berichtet, dass 150 jemenitische Zivilisten unter falschen Versprechungen und gegen ihren Willen für die russische Armee rekrutiert wurden und an die Front kamen.

### Waffenkäufe im Ausland
Laut Informationen US-amerikanischer Geheimdienste bestellte Russland im Sommer 2022 bei Nordkorea mindestens eine Million 152-mm-Artilleriemunition und Grad-Raketen.
Der Iran hat Russland große Mengen Shahed-Drohnen geliefert.
Mitte September 2024 wurde bekannt, dass der Iran Russland 225 Kurzstreckenraketen des Typs Fath 360 geliefert hat.

### Angebliche Maßnahmen zur Vorbeugung eines Militärputsches
Vor dem Hintergrund militärischer Misserfolge in der Ukraine hat Putin im Oktober 2022 laut einer russischen Whistleblowerin mehrere Maßnahmen ergriffen, um einem Putsch vorzubeugen. So seien Kadyrowzy nach Moskau beordert worden. Schlüsselfiguren, die zur Machtabsicherung mit mehr Verantwortung betraut worden sein sollen, waren demnach Sergei Surowikin, Ramsan Kadyrow und Jewgeni Prigoschin. Es würden alle finanziellen Mittel in Kadyrowzy und in die Gruppe Wagner gesteckt. Die russische Armee erhalte dagegen kaum mehr finanzielle Mittel. Nach der Mobilmachung neu rekrutierter Soldaten würden diesen Waffen bis zur Ankunft in der Ukraine vorenthalten. So sollen Protest- und Sabotageaktionen und ein Putsch der Streitkräfte verhindert werden.

### Sabotage in Europa und den USA
Laut einem Gutachten des Center for Strategic and International Studies (CSIS) führte Russland 2024 insgesamt 34 Sabotageakte aus, 2023 waren es noch zwölf. Von den Angriffen 2024 hätten sich rund ein Viertel gegen die Transportinfrastruktur gerichtet, rund ein Viertel gegen staatliche Einrichtungen und ein Fünftel gegen kritische Infrastruktur und Industrieanlagen. Dem Bericht zufolge nahm Russland insbesondere Ziele ins Visier, die mit dem Krieg gegen die Ukraine in Verbindung stehen. Diese Sabotageakte seien eine Ergänzung zu Russlands „brutalem konventionellen Krieg in der Ukraine“. Bei diesen Angriffen seien Sprengstoff, Werkzeuge und elektronische Mittel zum Einsatz gekommen.

## Cyberkrieg
Schon vor dem militärischen Einmarsch begann Russland 2021 mit Cyberangriffen, welche auch nach dem 24. Februar 2022 als Teil des Hybridkriegs fortgeführt wurden. Auch die Kriegsführung der Ukraine beinhaltet das Führen eines Cyberkriegs.

## Drohnenkrieg
Der Russland-Ukraine-Krieg seit Februar 2022 ist der erste Krieg, in dem massiv auf Drohnen zurückgegriffen wird. In keinem Krieg zuvor wurden so viele Drohnen eingesetzt wie in dem Russisch-Ukrainischen Krieg seit 2022. Ein Grund ist, dass Drohnen wesentlich preisgünstiger in der Herstellung sind als Raketen oder Artilleriegeschosse. Der Drohnenkrieg revolutionierte, nicht zuletzt durch den Einsatz von Künstlicher Intelligenz, die Kriegsführung.
Drohnen werden im Russisch-Ukrainischen Krieg vor allem in der Luft eingesetzt, jedoch auch zu Land als unbemannte Landfahrzeuge und zu Wasser als unbemannte Wasserfahrzeuge. So kommen ferngesteuerte unbemannte Landfahrzeuge (Landroboter) mitunter zum Transport von Nahrungsmitteln und Verwundeten, zum Verlegen von Stacheldraht und Minen oder auch als Waffe zum Einsatz. Spätestens im Dezember 2024, im dritten Kriegsjahr, wurden unbemannte ferngesteuerte Kampffahrzeuge erstmals im Gefecht eingesetzt. Durch den massenweisen Einsatz von relativ kleinen Flugdrohnen, die nicht selten eine Reichweite von +40 Kilometer erreichen, wurde auch der hinter der Front liegende Raum zu einem gläsernen Gefechtsfeld. Zur Abwehr von kleinen Flugdrohnen wurde ukrainische Infanteristen teilweise mit Schrotflinten ausgestattet, da diese wesentlich besser gegen diese Drohnen wirken, als Sturmgewehre.
Während in Russland unbemannte Fluggeräte im Dreischichtbetrieb in Rüstungsunternehmen seriengefertigt werden, erfolgt die Flugdrohnenproduktion in der Ukraine zumindest in den ersten drei Kriegsjahren dezentral. Der ukrainische Staat veröffentlichte für die dezentralisierte Massenproduktion der Drohnen eine Schritt-für-Schritt-Anleitung für jedermann bzw. für alle Bürger, die die ukrainische Armee unterstützen wollen; die Anleitung sieht vor, einen im Internet abrufbaren Bauplan herunterzuladen, sich einen günstigen 3D-Drucker zu kaufen, die Einzelteile auszudrucken, nicht druckbare Teile im Internet zu bestellen, alles zusammenzusetzen und die fertige Drohne bei Sammelstellen der ukrainischen Armee abzugeben, wo diese dann – sofern es sich nicht um reine Aufklärungsdrohnen handelt – mit Kampfmitteln bestückt werden. Auch ukrainische Militäreinheiten selbst produzieren mittels 3D-Drucker Drohnen. Mitunter wurde die Drohnenproduktion in der Ukraine über Crowdfunding finanziert. Beide Kriegsparteien verwenden zur Aufklärung und zur Bekämpfung von Stellungen auch kleine handelsübliche Drohnen, die umfunktioniert wurden, um mit ihnen Handgranaten und leichte Mörsergranaten über feindlichen Soldaten oder militärischem Gerät abzuwerfen. Im Verlauf des Krieges rüsteten beide Kriegsparteien ihre Drohnen auch mit Panzerabwehrraketen (bspw. Geschossen der RPG-7) aus.
Ab Februar 2022 setzte die Ukraine große wiederverwendbare Bayraktar-Kampfdrohnen (aus türkischer Produktion, von Baykar Technology) ein. Ihnen zu Ehren wurde das Lied Bayraktar geschrieben.
Im Verlauf des Jahres 2022 begann Russland, größere Einweg-Kampfdrohnen bzw. Kamikaze-Drohnen aus iranischer Produktion (sogenannte Shahed-Drohnen) einzusetzen. Innerhalb eines Jahres, von September 2022 bis September 2023 setzte Russland mehr als 2000 Shahed-Drohnen, die mit bis zu 50 Kilogramm Sprengstoff beladen, GPS gesteuert d. h. autonom fliegend und bei maximal 185 km/h eine Reichweite von 1000 bis 2000 Kilometer haben, gegen Infrastruktur (Kraftwerke, Getreidesilos und Fabriken) aber auch gegen die Zivilbevölkerung in der Ukraine ein. Durch die vielen russischen Drohnenangriffe – kombiniert mit russischen Raketenangriffen – geriet die ukrainische Flugabwehr in jenem Zeitraum an den Rand des Zusammenbruchs. Jedoch wurde dies durch westliche Luftabwehrsysteme (Gepard, Patriot, IRIS-T und NASAMS), die die Ukraine von den westlichen Staaten erhielt, vorerst verhindert. Im November 2023 wurde vermeldet, dass die Produktion der Shahed-Drohnen nach Russland verlagert wurde.
Vor und im Krieg rüsteten die russischen Streitkräfte einige T-72-Kampfpanzer mit Käfigpanzerung oberhalb des Turms zum Schutz gegen Drohnenangriffe (und Javelins). nach. Der militärtechnische Informationsdienst Janes.com berichtete bereits im Januar 2022, noch vor dem russischen Überfall auf die Ukraine, von entsprechenden Sichtungen. Auch Schutzvorrichtungen aus Maschendraht, die die Drohnenangriffe von oben abwehren sollen, tauchten auf beiden Seiten auf, etwa montiert auf Challenger 2 und BM-21 Grad. Beide Kriegsparteien setzen auch Anti-Drohnen-Netze bzw. Metallgitter ein, um militärisches Gerät (zum Beispiel Artillerie oder auf dem Flugplatz stehende Flugzeuge) vor autonom fliegenden bzw. GPS-gesteuerten Drohnen zu schützen. Diese Netze sind für ferngesteuerte Einweg-Kampfdrohnen (First Person View-Kamikazedrohnen d. h. FPV-Drohnen) aber leicht zu überwinden.
Im Herbst 2022 veröffentlichte die ukrainische Armee Videoaufnahmen, die zeigen, wie sie zu Sprengbooten umfunktionierte unbemannte Wasserfahrzeuge gegen russische Kriegsschiffe einsetzt. Die ukrainische Armee setzte die Überwasserdrohnen mehrmals zur Beschädigung der Krim-Brücke ein. Im Oktober 2022 stellten ukrainische Bastler eine mit einem Maschinengewehr ausgestattete Luftdrohne vor.
Beide Kriegsparteien verwenden Stand April 2023 kleine handelsübliche Drohnen vor allem vom chinesischen Hersteller DJI. Dies führte zum Abschuss von eigenem technischem Gerät, weil Soldaten nicht erkennen, ob es sich bei den Drohnen um eigene handelt. Wenn in einem Gefecht beide Kriegsparteien Drohnen von DJI einsetzten, führte dies dazu, dass die Drohnenpiloten den Standort von anderen Drohnenpiloten einsehen konnten. Im April 2023 wurde von ukrainischer Seite berichtet, dass das russische Militär begonnen hat, gegen feindliche Drohnen effektive Störgeräte, wie GPS-Jammer, einzusetzen. So reduzierte sich durch die Störung von GPS-Navigation und Datenverbindung der Aktionsradius vieler Drohnen auf ein zehntel bis ein zwanzigstel. Wegen dieses russisches Fortschritts im Drohnenkrieg kamen die von der Ukraine im Jahr 2022 genutzten Switchblade-Drohnen im Jahr 2023 kaum mehr zum Einsatz, weil sie sich als vulnerabel für russische Störsender erwiesen. Die Ukraine erhielt stattdessen von den USA Phoenix-Ghost-Drohnen und das Luft-Videoüberwachungssystem ARGUS-IS. Im Jahr 2023 berichteten ukrainische Soldaten, dass Russland mit FPV-Drohnen und anderen Kamikazedrohnen hohe Verluste bei ukrainischen Truppen verursacht. Insbesondere russische Lancet-Kamikazedrohnen bezeichneten ukrainische Frontsoldaten als „große Gefahr“ für sich und ihr Gerät. Ukrainische Soldaten berichteten auch, dass russische Truppen selbstgebaute kleine Drohnen einsetzen, um die ukrainische Flugabwehr abzulenken und so verwundbar zu machen für gleichzeitig anfliegende Kamikazedrohnen.
Im Sommer 2023 setzte die ukrainische Armee vermehrt Kamikaze-Drohnen gegen militärische Ziele in Russland (Brücken, Militärflugzeuge, Militärflughäfen und Rüstungsbetriebe) ein. Wenige Monate zuvor hatte Australien begonnen, die Ukraine mit Kamikaze-Drohnen zu beliefern, die aus Pappe bestehen und die mit einer Nutzlast von bis zu fünf Kilogramm drei Stunden lang bzw. mehrere hundert Kilometer weit fliegen können. Im Zuge der Drohnenangriffe wurden Autoreifen auf auf Flugplätzen stehende russische Bomber gelegt, um die Wärmesignatur zu reduzieren und sie weniger auffällig für FPV-Drohnen zu machen.
Im Jahr 2023 erprobten russische Streitkräfte mit MON-50-Antipersonenminen ausgestattete Drohnen. Spätestens seit März 2024 montieren ukrainische Streitkräfte auch Air-Burst-Munition an Drohnen.
Im Krieg in der Ukraine ließen Kampfdrohnenhersteller ihre neuesten Produkte durch das ukrainische Militär testen. Sie erhielten auch erbeutete russische Störsender, um ihre Produkte gegen diese zu verbessern bzw. anzupassen. Die neueste Generation von Kampfdrohnen, die bereits in der Ukraine verwendet wurden, nutzt Künstliche Intelligenz (KI), um autonom Ziele aufzuspüren und anzugreifen sowie um bei elektronischen Störungen weiter auf das vorprogrammierte Ziel zuzufliegen und es zu verfolgen, wenn es sich bewegt.
Im Jahr 2023 Jahr gab die ukrainische Regierung bekannt, mehr als eine Milliarde US-Dollar für die Verbesserung ihrer Drohnenkampffähigkeiten auszugeben. Bis zu 20.000 Drohnenpiloten sollen bis Ende des Jahres 2023 ausgebildet worden sein.
Nach Angaben eines ukrainischen Majors nahm die Bedeutung des Drohnenkriegs spätestens im Spätsommer 2023 erheblich zu; es sei „ein völlig neuer Krieg“. Der Kommandeur einer ukrainischen Drohnengruppe sagte im Sommer 2023, die ukrainischen Streitkräfte verbrauchten pro Monat bis zu 10.000 Drohnen und Russlands Truppen bis zu 40.000 Drohnen pro Monat. Die ukrainischen Streitkräfte ließen die Drohnen für ihre Truppen von Bastlern, Werkstätten (die mitunter zur Armee gehören) und Drohnen-Start-up-Unternehmen (letztere hatten sich innerhalb der ersten zwei Kriegsjahre im Land gebildet) im ganzen Land herstellen, da es (anders als in Russland) noch keine großen Drohnenhersteller gab. Ein Drohnenhersteller in Russland gab an, 1000 kleine Drohnen pro Tag herzustellen. Die ukrainische Regierung kündigte an, dass sie im Jahr 2024 insgesamt eine Million FPV-Drohnen im Inland herstellen lässt. Dies würde, falls tatsächlich umgesetzt, eine Steigerung der ukrainischen Drohnenproduktion um fast 70 % bedeuten.
Der britische Militärnachrichtendienst berichtete im Dezember 2023, dass Russland an einem mit Sprengstoff beladenem unbemannten Wasserfahrzeug (Kamikaze-Drohnenschiff) baut, das im Jahr 2024 in Serienproduktion gehen könnte.
Beide Kriegsparteien haben bzw. nutzen auch elektronische Anti-Drohnen-Handwaffen.
Laut Gustav Gressel produzierten beide Kriegsparteien im Januar 2024 um die 50.000 FPV-Drohnen.
Im Januar 2024 behauptete der ukrainische Generalstab, dass russische Drohnen CS-Gasgranaten auf ukrainische Schützengräben abgeworfen haben. Im selben Monat wurde in Russland eine mit einem 11 Kilo schweren 9K111 Fagot-Panzerabwehrwaffensystem ausgestattete Quadcopter-Drohne getestet.
Im Februar 2024 wurden Drohnen bzw. „unbemannte Systeme“ zu einer Truppengattung in den ukrainischen Streitkräften erhoben. Im selben Monat behaupteten Ukrainische Spezialkräfte, dass Russland eine Bohrplattform im Schwarzen Meer als Stützpunkt für Drohnen genutzt hatte.
Spätestens seit Anfang 2024 setzt Russland mitunter Drohnen ein, die Mobilfunkantennen simulieren, weshalb sich Mobiltelefone mit ihnen verbinden und ihre Standorte an die Drohnen weitergeben, sofern sich diese nicht im Flugmodus befinden. Seit 2024 setzt die Ukraine die selbst entwickelte Kampfdrohne Ljutyj ein.
Nachdem die Intensität und Bedeutung des Drohnenkriegs im Sommer 2023 zugenommen hatte, konnten ukrainische Panzerbesatzungen eigener Aussage zufolge im Frühjahr 2024, bei den Kämpfen um Tschassiw Jar, nicht mehr (anders als angeblich noch während der Schlacht um Bachmut) tagsüber und nahe feindlicher Stellungen operieren. Im April 2024 wurde berichtet, dass das ukrainische Militär aus den USA erhaltene M1 Abrams-Kampfpanzer vorerst nicht mehr direkt an der Front einsetzt, weil die feindlichen Drohnen es den Kampfpanzern zu schwer machen, sich unentdeckt fortzubewegen.
Nach im Juli 2024 getätigten Äußerungen des Militärexperten Franz-Stefan Gady setzen beide Kriegsparteien in ihrer Kriegsführung „zunehmend größere Bomberdrohnen ein“. Truppenrotationen würden „überwiegend bei Wetterbedingungen durchgeführt, wo keine Drohnen fliegen können“. Truppen an vorderster Front würden „verstärkt per Drohne versorgt“. Die permanente Bedrohung aus der Luft verhindere die Zusammenführung von gepanzerten Verbänden. Der laut Der Spiegel „unabhängige russische Militärexperte“ Walerij Schirajew erklärte ebenfalls im Juli, dass die Anzahl der ukrainischen Drohnen an der Front die Anzahl der russischen Soldaten übersteige; so kämen mittlerweile auf einen russischen Soldaten zwei Drohnen. Auf den „wichtigsten Frontabschnitten“ sei das Verhältnis mindestens doppelt so ungleich. Aufgrund dessen schaffe es die (russische) Infanterie kaum, die „Distanz zur gegnerischen Stellung zu Fuß zu überwinden.“ Der effektive Einsatz von ukrainischen Drohnen in Frontgebieten führte dazu, dass die russische Infanterie im Jahr 2024 vermehrt leichte Geländefahrzeuge einsetzt, um beweglicher zu sein.
Stand Juli 2024 setzen beide Kriegsparteien noch relativ wenig Drohnen mit Nachtsichtgerät ein. Beide Kriegsparteien verlegen deswegen Material und Personal nur noch bei Dunkelheit. Es gibt ukrainische Einheiten, die permanent eine Aufklärungsdrohne in der Luft haben. Nach Angaben eines ukrainischen Drohnenpiloten ist es nicht mehr möglich, stunden- oder tagelang mit einem Geschütz oder einem Panzer sichtbar im Gelände zu stehen, ohne von Drohnen aufgeklärt zu werden. Laut einer ukrainischen Sanitäterin haben sich die Verletzungsmuster im Verlauf des Krieges geändert. Habe sie zu Beginn des Jahres 2023 viele durch Granatsplitter verursachte Verwundungen behandelt, seien mittlerweile „FPV-Drohnen für das Gros der Verletzungen verantwortlich“.
Spätestens seit Mitte 2024 können ukrainische Streitkräfte langsam fliegende Propellerdrohnen russischer oder iranischer Bauart in über 90 % der Fälle (mit Maschinengewehren auf zivilen Pritschenwagen) abschießen.
Im August 2024 verteilte eine ukrainische Drohne eine selbstentzündliche Flüssigkeit über einer russischen Stellung in einem Wald und setzte diesen in Brand.
Im Oktober 2024 gab der ukrainische Staatspräsident bekannt, dass die Rüstungsindustrie in der Ukraine eine Million Drohnen in verschiedenen Ausführungen für die Streitkräfte gebaut und ausgeliefert habe.
Im Jahr 2024 gingen die russischen Streitkräfte dazu über, ihre Kamikaze-Drohnen nicht mehr ausschließlich über eine Drahtlosverbindung fernzusteuern, sondern über Glasfaserkabelverbindungen (die eine Länge von bis zu 10 Kilometer – in manchen Fällen bis zu 50 Kilometer – haben), um ukrainische Störsender zu umgehen.
Laut Einschätzung des Institute for the Study of War (ISW) wird seit spätestens Herbst 2024 ein größerer Teil der von Russland selbstproduzierten Schahed-Drohnen nicht mehr von der Ukraine abgeschossen, sondern durch elektronische Störmaßnahmen zur Landung gebracht oder umgelenkt. Die Zahl der nach Belarus umgeleiteten russischen Kampfdrohnen sei gestiegen. Im Herbst 2024 setzten die russischen Streitkräfte laut ISW pro Nacht etwa 80 bis 100 Schahed-Drohnen ein.
Spätestens im selben Jahr führte das ukrainische Militär außerdem ein Wettbewerb- und Belohnungssystem unter Drohneneinheiten ein; ähnlich wie Spieler eines Multiplayer-Computerspiels erhalten die Drohneneinheiten pro zerstörtem Ziel eine gewisse Anzahl Punkte, dessen Höhe sich nach der Art des zerstörten Ziels richtet; Stand Juli 2025 gab es für einen zerstörten Mehrfachraketenwerfer 50 Punkte, 40 Punkte für einen Panzer, 25 Punkte für einen gegnerischen Drohnenpiloten und acht Punkte für einen getöteten Infanteristen. Auf Grundlage der Punkte entsteht eine Rangliste und somit eine Art Wettbewerb. Zudem können die Einheiten die Punkte ab einer gewissen Anzahl einlösen gegen neue Ausrüstung für ihre Drohnenpiloten.
Spätestens im Dezember 2024 wurde bewaffnete unbemannte Landfahrzeuge erstmals im Gefecht eingesetzt. Dabei stießen mehrere ferngesteuerte Bodendrohnen auf einen von russischen Soldaten besetzten Schützengraben bei Charkiw vor.
Anfang 2025 gab das Beschaffungsamt des ukrainischen Verteidigungsministeriums bekannt, es habe im Jahr 2024 insgesamt 1,5 Millionen Drohnen für die ukrainischen Streitkräfte beschafft. Für das Jahr sei die Beschaffung von etwa 4,5 Millionen FPV-Drohnen anvisiert.
Im Januar 2025 wurde berichtet, dass eine Magura V5-Bootdrohne im Schwarzen Meer zwei russische Hubschrauber abgeschossen habe. Im Mai 2025 wurde berichtet, dass von mehreren ukrainischen Bootdrohnen gestartete Seezielflugkörper einen russischen Kampfjet abschossen.
Über manche Landstraßen in Frontnähe waren im Jahr 2025 aus Schutz vor Kamikazedrohnen Netze gespannt worden. Zum Schutz vor Drohnen kommen unter anderem ausrangierte bzw. benutzte Tulpennetze aus den Niederlanden zum Einsatz.

## Ukrainische Kriegsführung
Die ukrainische Regierung warb zu Beginn des Krieges mit Straffreiheit und umgerechnet 40.000 Euro für jeden russischen Soldaten, der sich ergibt. Gleichzeitig begann das ukrainische Verkehrsministerium, Wegweiser bzw. Orts- und Verkehrsschilder zu entfernen, um russischen Truppen die Navigation zu erschweren.

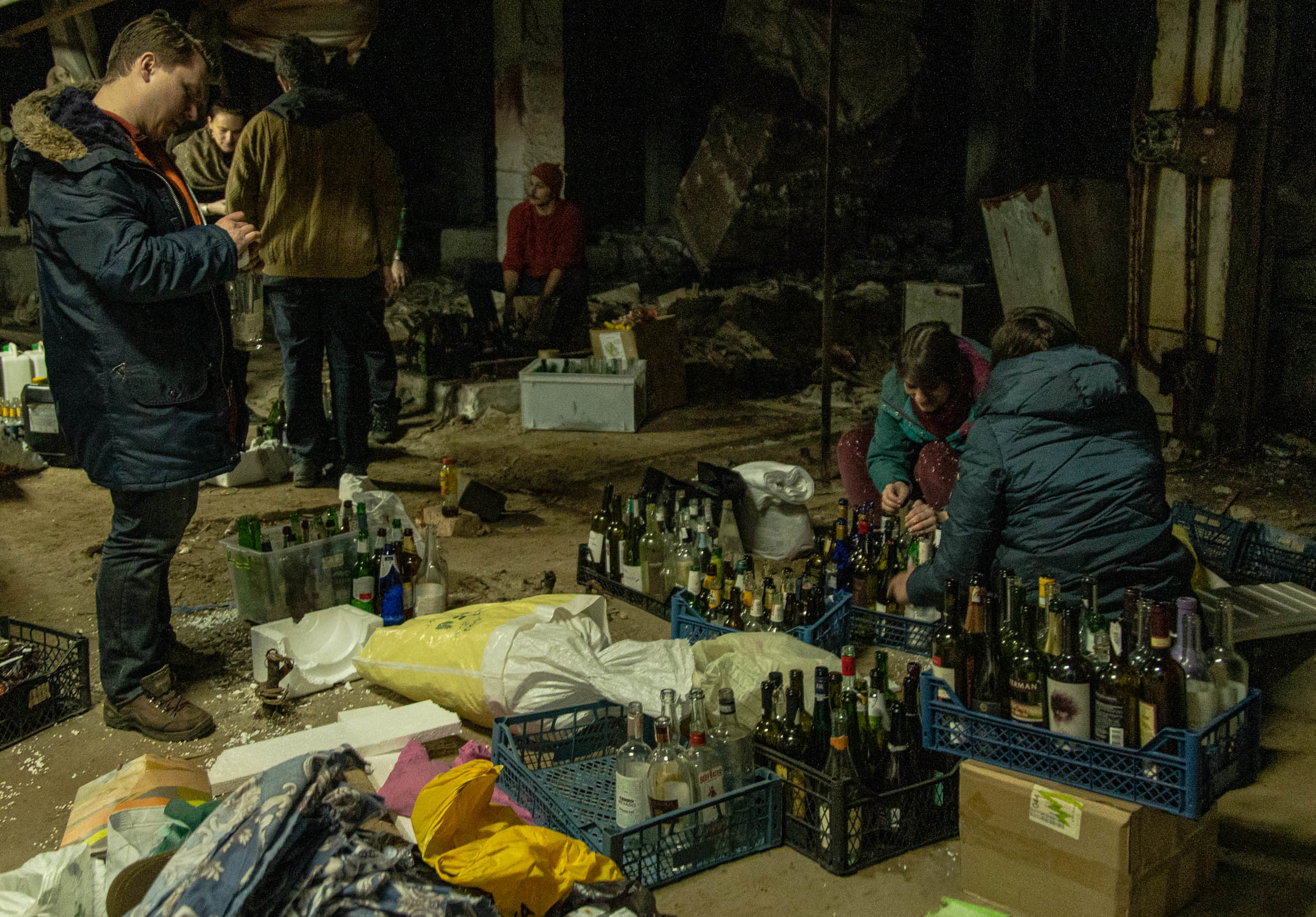
Ukrainische Zivilisten bzw. Angehörige der Selbstverteidigungseinheiten beim Präparieren von Molotowcocktails

Das ukrainische Verteidigungsministerium rief die Bevölkerung zu Beginn des Krieges im Februar 2022 auf, Molotowcocktails zum Kampf vorzubereiten. Der aus kampfbereiten Zivilisten überall in der Ukraine gebildete bürgerliche Widerstand begann daraufhin mit der Produktion von Molotowcocktails aus gewöhnlichen Glasflaschen. Auch Kinder produzierten die Brandsätze, die in der Ukraine auch „Bandera-Smoothies“ genannt werden. Das ukrainische Verteidigungsministerium veröffentlichte auf Facebook eine detaillierte Anleitung mit Bildern russischer Militärfahrzeuge, die zeigen, an welchen Stellen diese durch Molotowcocktails besonders verwundbar sind. Zu Kampfhandlungen und Verlusten des bürgerlichen Widerstands kam es unter anderem bei der Verteidigung von Kiew im Frühjahr 2022 in den Vorstädten am Grenzgebiet zur Hauptstadt Kiew.
Neben Waffenlieferungen und finanzieller Unterstützung durch andere Staaten erhalten die ukrainischen Streitkräfte und Geheimdienste auch Informationen (darunter minutengenaue Informationen über Feindbewegungen) sowohl von westlichen Geheimdiensten als auch von Zivilisten (die nach Beginn der Invasion im Februar 2022 Bürgerwehren bildeten) und Partisanen („ehemalige“ Zivilisten, die nach Beginn des Krieges im Jahr 2014 vom ukrainischen Geheimdienst und ukrainischen Spezialeinheiten ausgebildet wurden). In der von russischen Truppen besetzten Großstadt Cherson begingen Partisanen spätestens ab Juni 2022 auch Sprengstoffanschläge. Ukrainische Widerstandsgruppen organisieren sich unter anderem über Instant Messenger. Die Informationsweitergabe an staatliche Stellen erfolgt neben Kontaktpersonen außerdem elektronisch über E-Governance-Apps in Verbindung mit dem Messenger Telegram.
Um den russischen Munitionsnachschub zu unterbrechen, zerstörten ukrainische Streitkräfte, ukrainische Partisanen sowie proukrainische Belarussen mehrmals Munitionslager und sabotierten Nachschubwege (Brücken und Schienen).
Auch in russischen Grenzgebieten wurden Partisanen, zum Beispiel die Kampforganisation der Anarcho-Kommunisten, aktiv mit Brandanschlägen auf Rekrutierungsbüros und einzelnen Störungen des Eisenbahnverkehrs.
Um die finanziellen Kosten des Krieges zu kompensieren, stellte die ukrainische Regierung Anfang Mai 2022 mit der Website u24.gov.ua (United24 / ukrainisch Об'єднані24) eine Plattform auf, laut der zweckgebunden für die Bereiche „Verteidigung und Entminung“, „medizinische Hilfe“ und „Wiederaufbau“ gespendet werden kann. Die Spenden gehen auf bei der Nationalbank der Ukraine eingerichtete Spendenkonten für das Verteidigungsministerium, das Gesundheitsministerium und das Infrastrukturministerium ein. Informell mit den ukrainischen Streitkräften in Verbindung stehende gemeinnützige Organisationen stellten zur Finanzierung von Ausrüstungsgegenständen, Nahrungsmitteln, Medikamenten etc. die Websites signmyrocket.com und revengefor.com auf, auf denen man gegen Bezahlung Botschaften und Bilder einreichen kann, die dann von ukrainischen Soldaten wahlweise auf Granaten, Raketen, Artilleriegeschosse, Artilleriegeschütze und Su-24-Kampfflugzeuge geschrieben bzw. gemalt werden.
Laut einem Bericht von Amnesty International nutzten ukrainische Truppen für ihren Aufenthalt wiederholt Räume von zivil genutzten Gebäuden (darunter Schulen und Krankenhäuser), die dann vom russischen Militär beschossen wurden. Nachdem der Bericht von vielen Seiten kritisiert wurde, kündigte die Organisation eine interne Untersuchung an. Der 18-seitige interne Untersuchungsbericht kam zum Schluss, die Behauptung, wonach die Ukraine gegen das Völkerrecht verstoßen habe, sei durch die verfügbaren Beweise nicht hinreichend untermauert gewesen.
Bei der im September 2022 begonnenen ukrainischen Gegenoffensive fuhren ukrainische Truppen laut einem ukrainischen Militärexperten mit leichter motorisierter Infanterie an kaum verteidigten Frontabschnitten in die Besatzungszone, um so hinter feindliche Stellungen zu gelangen und diese unter hoher Mobilität von dort aus zu attackieren.
Korruption bzw. die Veruntreuung von umgerechnet etwa 7 Millionen Euro führte dazu, dass ukrainische Truppen nicht über Schutzwesten verfügten, die von dem Geld angeschafft werden sollten.
Ende 2022 verabschiedete das ukrainische Parlament im Schnellverfahren ein von der Militärführung initiiertes Gesetz, das die Möglichkeiten zur Bestrafung von Soldaten wegen Befehlsverweigerung und unerlaubten Verlassens der Truppe drastisch erweitert.
Sowohl die Ukraine als auch Russland setzen – teilweise mit Wärmesignatur ausgestattete, aufblasbare – Panzerattrappen ein, um die jeweilige Gegenseite zu täuschen. Beide Länder haben mit dem Maxim-Maschinengewehr eine Waffe im Krieg eingesetzt, die schon vor dem Ersten Weltkrieg entwickelt wurde. Während des Kriegs wurden sowohl auf ukrainischer als auch auf russischer Seite Fahrzeuge gesichtet, die sonderbar modifiziert waren. So war auf einem T-62 Panzer der ukrainischen Streitkräfte ein Geschützturm eines BMP-2 montiert.
Auch im Jahr 2023 beteiligten sich vereinzelt private Initiativen bzw. Freiwillige an der Versorgung von ukrainischen Fronteinheiten.
Im November 2023 äußerte sich der militärische Befehlshaber der ukrainischen Streitkräfte, General Walerij Saluschnyj, in einem Gastbeitrag für The Economist relativ ausführlich zur Kriegsführung und schrieb unter anderem, in welchen Teilen der Kriegsführung die ukrainischen Streitkräfte gegenüber den russischen Streitkräften im Nachteil seien (Luft- und Drohnenkrieg, elektronische Kriegsführung, Konterbatteriefeuer), was das ukrainische Militär an Ausrüstung und Diensten von den Verbündeten benötige, um die eigenen Defizite in der Kriegsführung zu beheben (Flugzeuge, Stroboskope, moderne Attrappen, engere Zusammenarbeit bei der Elektronischen Aufklärung, Drohnenabwehrsysteme, bessere GPS-Steuerung mittels Antennen, Artillerieaufklärungstechnik, neuartige bzw. experimentelle Minenräumungstechnik), und was das ukrainische Militär zu tun gedenke, um die eigene Reserve für Mobilisierungen zu stärken.
Ukrainische Soldaten waren Ende 2023 mit einem Durchschnitt von über 40 Jahren viel älter als die russischen.
Im Februar 2024 sprach Selenski von einem Misserfolg der ukrainischen Herbstoffensive 2023. Neben Minenfeldern und russischer Abwehr nannte er auch, dass die ukrainischen Angriffspläne schon frühzeitig der russischen Regierung bekannt waren.
Spätestens im Frühjahr 2024 hatten ukrainische Militärverbände eigene Werbekampagnen gestartet, um der Personalnot entgegenzuwirken.
Sowohl die russischen Streitkräfte als auch die ukrainischen setzen mitunter mit Sprengstoff beladene Ballons (Wetter- und Solarballons) ein, von denen mindestens einer mit einer Spezialbeschichtung weitgehend unsichtbar für Radar gemacht wurde.
Im Februar 2024 äußerte ein Sprecher des ukrainischen Militärgeheimdienstes, der Geheimdienst müsse „überall dort präsent sein, wo es gilt, den Feind zu vernichten [...] [und] die Interessen Russlands zu schwächen“. Konkret handelt es sich einerseits dabei um Operationen ukrainischer Spezialeinheiten in Afrika, wie in Mali oder dem Sudan, oder in Syrien. Es kommt zu Drohnenangriffen auf dort aktive russische Einrichtungen, Einheiten oder Söldner wie die Gruppe Wagner. Daneben werden laut einem Bericht des Wall Street Journal auch ukrainische Ausbilder geschickt, die einheimische Regierungsstreitkräfte für den Kampf gegen russische Söldner und mit diesen verbündete Rebellen trainieren bzw. Rebellenbewegungen gegen russlandfreundliche Regierungen unterstützen. Die Rolle Kiews beim Sturz des Assad-Regimes in Syrien Ende 2024 und der Unterstützung der syrischen Rebellen stuften westliche Geheimdienste als nicht besonders hoch ein. Die Symbolkraft ist jedoch bedeutend: Trotz der zu diesem Zeitpunkt bald drei Jahre andauernden Verteidigung gegen die russische Invasion schafft es die Ukraine, den Aggressor „auch auf einem ausländischen Schlachtfeld zu stören“.
Weil westliche Staaten der Ukraine nicht den Einsatz ihrer westlichen Langstreckenflugkörper gegen Ziele weit im Landesinneren von Russland erlauben, entwickelte die Ukraine Langstreckendrohnen, um Ziele tief im russischen Staatsgebiet zu bekämpfen.
Spätestens im Jahr 2024 hatten die ukrainischen Streitkräfte tausende akustische Sensoren (bestehend aus jeweils Parabolantenne, einem Mikrofon und einem Mikrocomputer) entlang der Front installiert, um laute feindliche Flugkörper zu detektieren.